# Polyanthina
Polyanthina es un género botánico monotípico perteneciente a la familia de las asteráceas. Su única especie: Polyanthina nemorosa es originaria  de Colombia, Ecuador, Panamá y Venezuela.

## Descripción
Las plantas de este género solo tienen disco (sin rayos florales) y los pétalos son de color blanco, ligeramente amarillento blanco, rosa o morado (nunca de un completo color amarillo).

## Taxonomía
Polyanthina nemorosa fue descrita por (Klatt) R.M.King & H.Rob.  y publicado en Phytologia 20(3): 213. 1970.
Sinonimia
- Eupatorium melarhabdotrichum Gilli
- Eupatorium nemorosum Klatt	basónimo
- Eupatorium pteropodum Hieron.
- Eupatorium rusbyi Britton[5]